# Pius Kaufmann

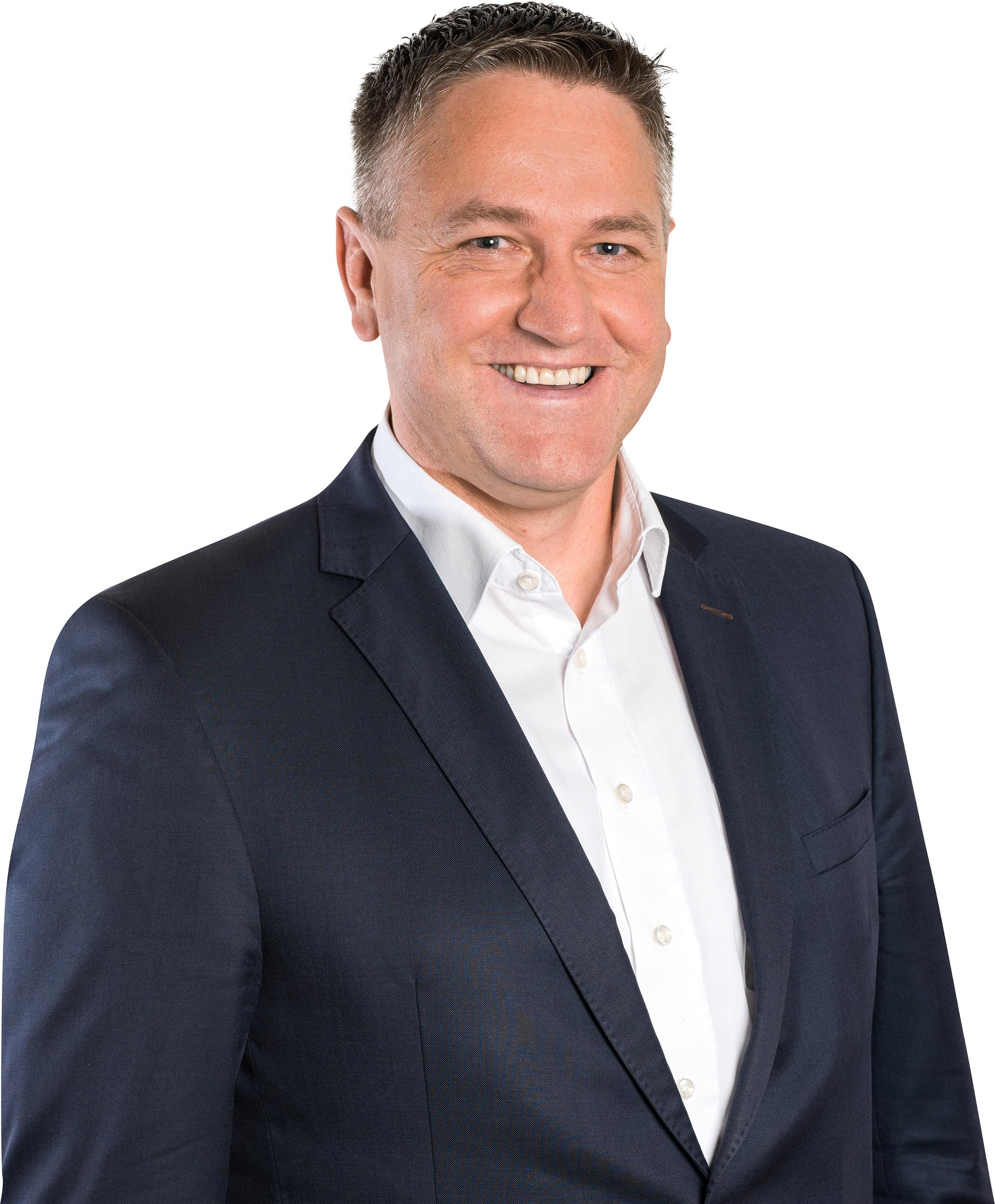
Pius Kaufmann (vor 2024)

Pius Kaufmann (* 24. Januar 1971 in Escholzmatt-Marbach; heimatberechtigt ebenda) ist ein Schweizer Politiker (Die Mitte, vormals CVP).
Seit dem 4. Dezember 2023 ist er Mitglied des Nationalrats. Zuvor war er vom 18. Juni 2007 bis am 25. Oktober 2023 Mitglied des Luzerner Kantonsrats. Zudem ist er Mitglied des Verwaltungsrats der Andermatt Biocontrol Suisse AG, Präsident des Vorstandes der Schweizerischen Arbeitsgemeinschaft für die Berggebiete, Präsident der Verwaltung der Kantonalen Sportförderungskommission Luzern, Mitglied des Vorstandes des
Luzerner Bäuerinnen- und Bauernverbands und des Zentralschweizer Bauernbunds. Darüber hinaus war er ab 2000 Gemeindeammann in der Gemeinde Marbach und seit 2013 Gemeindeammann von Escholzmatt-Marbach.
Er wohnt in Wiggen, einem Ortsteil der Gemeinde Escholzmatt-Marbach, ist verheiratet und hat zwei Töchter.